# Mimosa heterotricha
Mimosa heterotricha är en ärtväxtart som beskrevs av Arturo Erhardo Erardo Burkart. Mimosa heterotricha ingår i släktet mimosor, och familjen ärtväxter. Inga underarter finns listade i Catalogue of Life.